# Houston East and West Texas Railway
Le Houston East and West Texas Railway (HE&WT) était un ancien chemin de fer américain de classe I, créé en 1875 pour desservir Houston, Texas et Shreveport, Louisiane.

## Histoire

### La ligne à voie étroite
La compagnie de chemin de fer Houston East & West Railway fut créée le 11 mars 1875 pour construire une ambitieuse ligne à voie étroite entre Houston et Texarkana au nord-est et entre Houston et Laredo au sud-ouest via Victoria, Goliad et Corpus Christi. Des embranchements étaient prévus vers Tyler et Waco et entre Goodrich et un lieu sur le fleuve Sabine. Seule la ligne au nord-est de Houston fut construite, avec pour terminus Shreveport, Louisiane au lieu de Texarkana. Le chemin de fer fut surnommé le « Rabbit » (le lapin), et la ligne est toujours connue sous ce nom de nos jours. On aimait à dire que les initiales de la compagnie signifiaient « Hell Either Way Taken » (que l'on peut traduire par « vers l'enfer de toute façon »). 
Paul Bremond qui finança également le Houston and Texas Central Railway, fut le premier président de la compagnie et investit une bonne partie de sa fortune dans l'aventure. Bremond croyait fermement au spiritisme et déclarait que l'esprit de Moseley Baker (un des leaders militaires de la révolution texane) lui commandait de commencer la mise en chantier du HE&WT. Le premier président de la compagnie fut P. Bremond, et bon nombre de ses actionnaires l'avaient également aidé pour financer le Houston and Texas Central Railway. 
La construction de la ligne à voie étroite de 3 pieds (soit 914 mm) débuta le 4 juillet 1876. En avril 1877, 32 km de ligne avaient été posés. Cleveland, distant de 69 km, fut atteint à la fin 1878, et Livingston, distant de 114 km, le fut l'année suivante. Lufkin, situé à 190 km, fut rejoint en 1882, et Nacogdoches, éloigné de 222 km, le fut à son tour en mai 1883. Les 85 km restant pour atteindre le fleuve Sabine furent posés en décembre 1885, et le pont permettant de passer en Louisiane fut achevé le 26 janvier 1886. La ligne reliant Houston à Shreveport était constituée par les 307 km du HE&WT opérant au Texas, et par les 64 km de sa filiale le Shreveport and Houston Railway circulant en Louisiane.

### Les problèmes financiers
Lorsque la loi sur les concessions des terres fut abrogée le 2 avril 1882, le HE&WT comptait 193 km de voie et devait recevoir 4923 km2 de la part de l'état. La compagnie ne reçut que 3186 km2 dans le Texas Panhandle qu'elle revendit pour 90 770 dollars. Bremond mourut le 8 mi 1885, et ses biens furent placés sous séquestre. Un administrateur, M.G. Howe, fut nommé le 8 juillet 1885, et la ligne put atteindre le fleuve Sabine à la fin de l'année. Cependant l'Union Trust Company of New York, qui avait racheté les obligations hypothécaires du HE&WT, s'interposa et la compagnie fut vendue à forclusion à Elbert S. Jemison le 2 août 1892, pour finalement être transférée le 6 mai 1893 à une nouvelle compagnie du même nom créée le 28 février 1893, et dont Jemison en était le président. Malheureusement Bremond avait fait le mauvais choix de l'écartement étroit, ce qui obligea à une coûteuse opération de conversion à l'écartement standard. La totalité de la ligne Houston Shreveport fut converti le 29 juillet 1894.

### La fin de l'indépendance
Le Southern Pacific Railroad (SP) prit le contrôle du « Rabbit » en octobre 1899. La compagnie continua d'être exploitée selon sa propre organisation jusqu'au 1er mars 1927. En effet, à cette date et par mesure de simplification, le SP décida que sa filiale Texas and New Orleans Railroad loueraient les filiales suivantes :
- Galveston, Harrisburg and San Antonio Railroad ;
- Houston and Texas Central Railway ;
- Houston East and West Texas Railway ;
- San Antonio and Aransas Pass Railway ;
- Southern Pacific Terminal Company

Le 30 juin 1934, le T&NO fusionna les compagnies qu'il louait à l'exception de la Southern Pacific Terminal Company.